# أنتوني إيفانز (كاتب أغاني)
أنتوني إيفانز (بالإنجليزية: Anthony Evans, Jr.) هو كاتب أغاني أمريكي، ولد في 14 يوليو 1978 في دالاس في الولايات المتحدة.